# Ironi

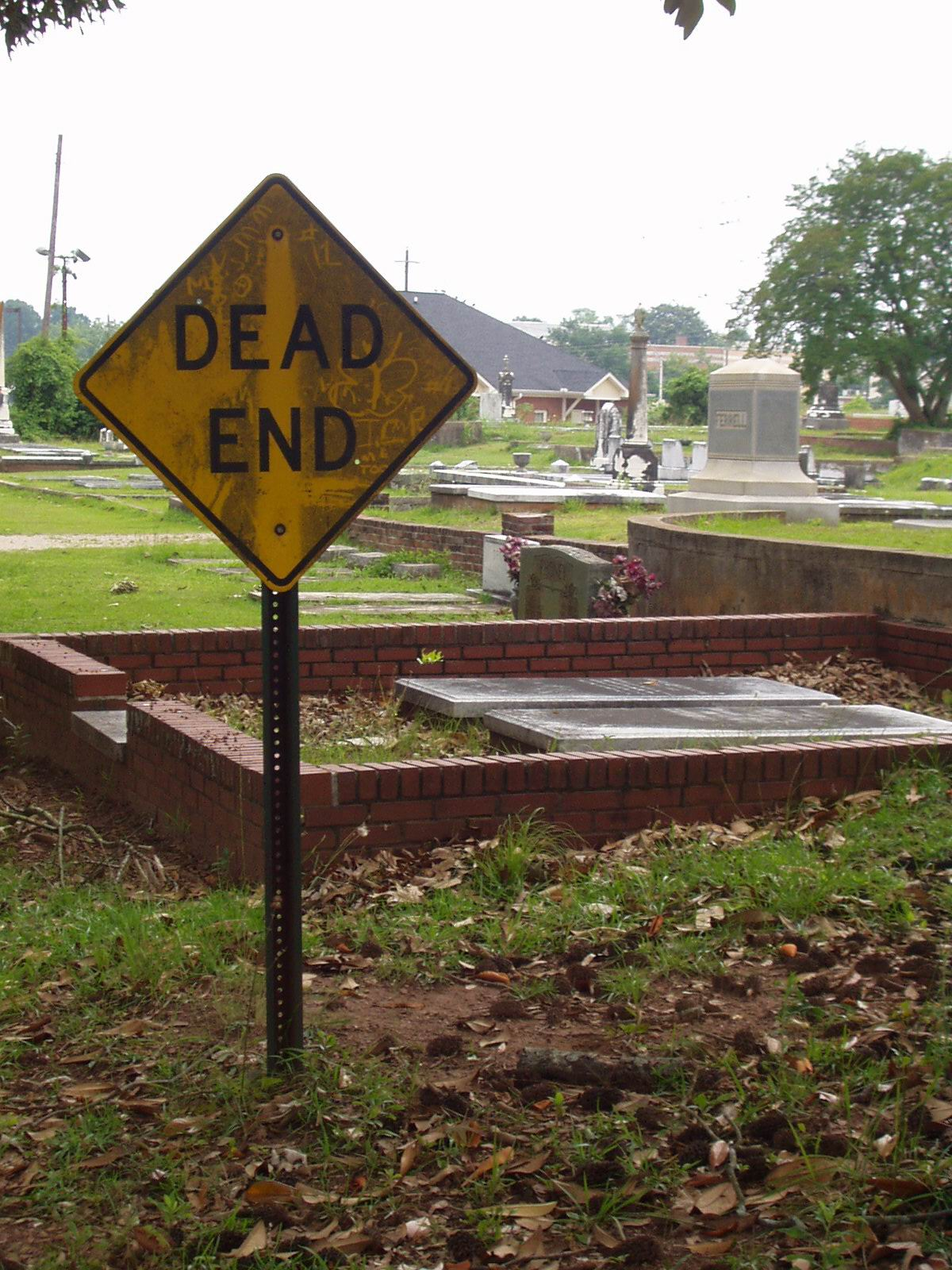
Ironisk markering för "Återvändsgränd" vid kyrkogård.

Ironi (grekiska εἰρωνεία eironeía, bokstavligen "omkasta", "förställa") är en stilfigur, litterär teknik, eller händelse (när något är ironiskt) som innebär att det finns en diskrepans mellan vad som hävdas och vad som egentligen är fallet. Denna skillnad består ofta i att motsatsen till vad som hävdas, sker, görs, förväntas, och så vidare, verkligen är fallet, och att detta inte behöver poängteras ut noga. Ironi anspelar på juxtaposition mellan kontrasterande element. Publiken, åtminstone en del av den, förutsätts vara införstådd med detta. Det ironiska kan vara humoristiskt, men behöver inte vara det. Uttrycken ironi och sarkasm används ibland synonymt, men detta är felaktigt i varje fall för personer som önskar att hålla "ordning och reda" i språket. Ett möjligt skäl till detta kan vara att båda uttrycksformerna kan inbegripa intonation. 

## Ödets ironi
Ironi kan också vara oavsiktlig. Man kan bland annat tala om "ödets ironi", när något på ett slående sätt går emot vad man planerat. En olycklig händelse är dock inte i sig ironisk. Om en kommunalpolitiker drar ned på stadens renhållningsbudget och därefter halkar på ett bananskal, kan det ses som ironiskt. Att någon i allmänhet halkar på ett bananskal och slår sig är däremot inte ironiskt, utan ses normalt som bara en olycka. Oavsiktlig ironi är inte heller ett stilmedel i egentlig mening. Däremot kan en outtalad ironisk kontrast mellan händelser eller egenskaper vara ett strukturellt element i en berättelse, t.ex. mellan Hamlets begåvning och intelligens och hans möjligen spelade vansinne, eller i Albert Camus Främlingen där Meursault mördar en man, i princip av en slump, och sedan döms till döden av en domstol som tycks styras mer av andra faktorer än av det den får veta om själva mordet, nämligen sin bild av Meursault som en dålig son och en amoralisk ateist.

## Litterär ironi
En av de historiskt mest berömda formerna av ironi är den sokratiska ironin. I Dialogerna låter Platon Sokrates uppträda som okunnig och underlägsen inför de uppblåsta sofisterna, och avslöjar på det sättet deras okunnighet.
Bland senare tiders ironiker märks Jonathan Swift och Voltaire. En senare form är den så kallade romantiska ironin, i vilken den fria, genialiska personligheten leker med sina egna värden, även de högsta och finner nöje i att motsäga sina egna ideal och förlöjliga sina egna tankegångar.
Den förekom i det tidiga 1800-talets romantiska litteratur (till exempel E.T.A. Hoffmann, Ludwig Tieck, Nikolaj Gogol och Carl Jonas Love Almquist).
Som estetiskt begrepp uppmärksammades ironin särskilt av Jean Paul och Søren Kierkegaard. Kierkegaard såg ironin som en övergångsform mellan det "estetiska" och det "etiska" livsstadiet. Andra viktiga företrädare för litterär ironi var Anatole France.
Inom litteraturvetenskap och litteraturkritik kan ironi också ha betydelsen att en text snabbt skiftar perspektiv fram och tillbaka mellan två eller flera motstridiga synvinklar utan att författaren tycks ta ställning definitivt för någon av dem. Detta bruk av ordet är vanligt inom poststrukturalismen, t.ex. i Horace Engdahls Den romantiska texten och hos Walter Benjamin. Det har rötter i den romantiska ironin.

## Uttryck under förändring
Betydelsen av ordet ironi i svenskan har förskjutits något under senare årtionden.[källa behövs] Fram till åtminstone ca 1980 var den skarpa motsättningen mellan intention och utsaga, eller intentionen och karakteriseringen av en figur, det avgörande. Men i och med att ironin förväxlats med sarkasm under denna tid blivit ett alltmer omtyckt stilgrepp och vanligare både i litterära sammanhang, i media och i vardagen har det oftare handlat om en strävan att peka på det absurda, löjliga eller missriktade utan tydlig kontrast till vad någon anses ha för bestämda syften. Överdrivet kroppsspråk eller pipigt, affekterat röstläge i förening med hysteriskt allvar (jfr John Cleese och Killinggänget) kan numera ofta, men felaktigt, ses som "ironiskt" färgat oavsett vad den som talar så (en rollfigur eller en verklig person) förutsätts vilja uppnå.